# Skogselefant
För den utdöda arten som levde i Europa, se Elephas antiquus.

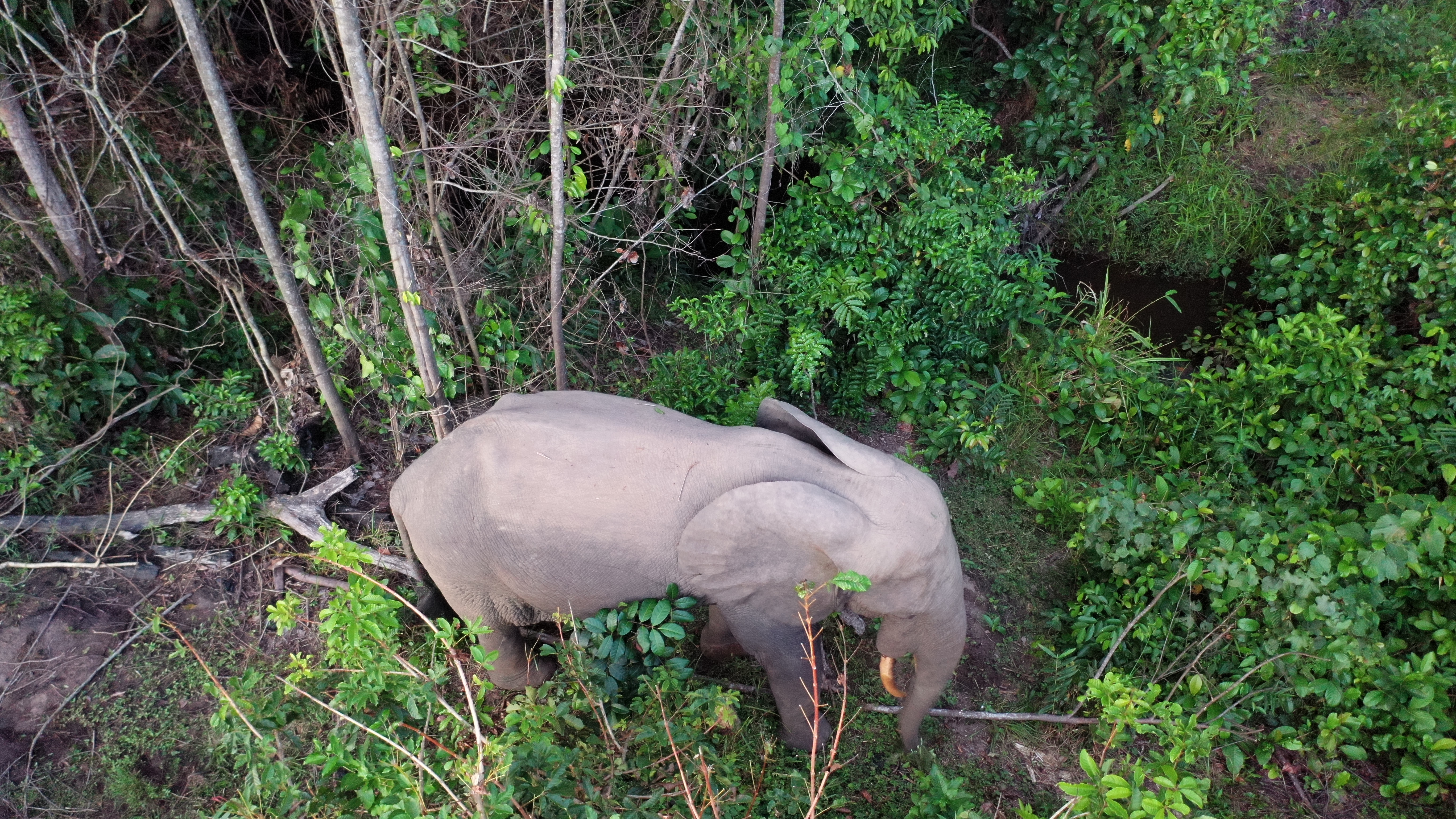
En hane i Ivindo nationalpark.

Skogselefanten (Loxodonta cyclotis) är en art i släktet afrikanska elefanter. Den beskrevs som en egen art av Paul Matschie år 1900 men kom senare att räknas som en underart (Loxodonta africana cyclotis) till savannelefanten (då vanligen benämnd afrikansk elefant) under större delen av 1900-talet. Forskarlagen Grubb et al. (2000) och Roca et al. (2001) undersökte skogselefantens och savannelefantens DNA och fick slutsatsen att de skiljer sig på artnivån. En studie av Debruyne (2003) hade däremot resultatet att båda är underarter.
Internationella naturvårdsunionen påpekade året 2008 att en för tidig uppdelning i två arter kan skapa oklarheter angående populationernas bevarandestatus. Därför listade då organisationen skogselefanten som synonym till savannelefanten. I 2020 års rödlista upptas skogselefanten som akut hotad.

## Kännetecken
Förutom sin något mindre storlek utmärks skogselefanten, i allmänhet, av fler tånaglar. Skogselefanten har fem tånaglar på framfötterna och fyra på bakfötterna (savannelefanten har fyra respektive tre). Arten når en mankhöjd upp till 2,1 meter (honor) respektive 2,5 meter (hannar), men vanligen ligger den vid 1,5 meter. Kroppslängden varierar från 3 till 4 meter och vikten ligger mellan 2,7 och 6 ton. Dess öron är också mer avrundade, och därför kallas den ibland rundöronelefant (artnamnet cyclotis, från grekiska κυκλος, latiniserat cyclos, cyclo- "rund-". och -ωτις, -otis, "-örad", betyder "med runda öron").

## Utbredning och habitat
Som namnet antyder förekommer arten i tätare skogar, ofta regnskogar, västra och centrala Afrika. Utbredningsområdet sträcker sig från Senegal till Uganda och är delat i många från varandra skilda regioner.

## Levnadssätt
Skogselefanter av honkön och deras kalvar lever i mindre grupper med 2 till 8 individer. Könsmogna tjurar lever främst ensamma och uppsöker flocken bara när honan är parningsberedd. Kommunikationen sker med olika läten och med doftmärken. Om flockarna har avgränsade revir är inte helt utredd. Unga elefantkalvar dödas ibland av lejon, hyenor eller andra större rovdjur, annars har de bara människan som fiende.
Arten är växtätare som livnär sig av olika vegetabiliska ämnen beroende på utbredning.
Kor kan para sig hela året men oftast sker parningen under regntiden. Dräktigheten varar i 20 till 24 månader och sedan föds vanligen en enda kalv, sällan tvillingar. Kalven börjar vanligen under första levnadsåret med fast föda men får di i upp till 6,5 år. Könsmognaden infaller efter 11 till 14 år, medan tjurar har sin första lyckade parning några år senare.
För livslängden finns inga ingående studier då skogselefanten hittills betraktades som underart till savannelefanten.

## Systematik
Skogselefantens status som självständig art var länge omstridd. Resultaten av flera genetiska studier, utöver de ovan nämnda till exempel av Comstock et al. (2002), Rohland et al. (2010) och åter Roca et al. (2015), är tydliga anledningar att godkänna skogselefanten som art. Denna indelning följs inte av IUCN (se artikelns inledning) och Washingtonkonventionen (CITES). Enligt studier som utfördes av Harvard Medical School skilde sig skogselefanten från savannelefanten för fem till tre miljoner år sedan. Nyare undersökningar av DNA från olika individer visade resultatet att släktskapsförhållandena i släktet afrikanska elefanter är mera komplex. Individer från västra Afrika visade stora genetiska skillnader såväl till skogselefanten som till savannelefanten.
En dvärgform som hittades i Kongoflodens slättland betecknas av några kryptozoologer som en självständig art, Loxodonta pumilio. I vetenskapliga avhandlingar antas att dessa dvärgformer är skogselefanter som på grund av levnadsförhållanden blev mindre.

## Hot och skyddsåtgärder
Liksom andra djur som lever i regnskogen hotas arten av skogsavverkningar. I avgränsade områden kan arten gynnas av skogsröjning då den föredrar mera öppna skogar. Skogselefanten jagades tidigare hårt för elfenbenets skull och trots förbud förekommer idag tjuvjakt. 
Skogselefantens artstatus var inte fastställd när den afrikanska elefanten blev upptagen i appendix I av CITES. Därför behövs idag tydligare regler som fastslår att handelsförbudet gäller båda arter, savannelefanten och skogselefanten.
I 2020 års rödlista från IUCN upptas skogselefanten som akut hotad.

## Skogselefanter i djurparker
Det har i historisk tid hållits minst 85 skogselefanter i europeiska menagerier och djurparker och några av de sista var Jimbo i Prag Zoo (1969-1976), Ercolino (1973-1976) och Carla (1978-1991) i Roms Zoo, Dima (1953-1979) i Zoo Frankfurt, Jambo II (1955-1982) i Berlin Zoo, Gbaya (NGbaya) (1958-1985) i Zoo Duisburg, Jumbo III (1966-1988) i Whipsnade Wild Animal Park, , Aqueessa, död 1991 i Madrid Zoo (Casa de Campo), Guba (1980-1996) i Barcelona Zoo och Coco (Philippe) (1960-2002) i Sevilla Exotic animals reserve i Castillo de las Guardas. 

## Forskning
Forskning på skogselefanter har av bland andra utförts av zoologen Andrea Turkalo, som sedan slutet av 1980-talet har studerat 2 500 elefanter i Dzanga Bai i Dzanga-Sangha speciella reservat (även Dzanga-Sangha skogsreservat), ett skogsreservat i sydvästra delen av Centralafrikanska republiken.
1980 uppskattades populationen av skogselefanter till 380 000, sedan dess har den mänskliga befolkningen i skogar som tidigare utgjort elefantens utbildningsområde fördubblats, och idag återstår färre än 200 000 skogselefanter. I december 2000 skapade miljöministrarna i Kamerun, Centralafrikanska republiken och Kongo-Kinshasa, en migrationskorridor för elefanterna, med vilken de kan överkorsa nationsgränserna mellan de tre länderna.